# Steak and kidney pie
La steak and kidney pie ("torta di carne e rognoni"), abbreviato kidney pie, è un piatto britannico. Si tratta di una torta salata farcita con un trito di carne di manzo, rognoni di manzo, agnello, vitello o maiale e cipolle: un tipo di ripieno che è pressoché identico a quello utilizzato per preparare il non troppo dissimile steak and kidney pudding.

## Storia
Oggigiorno le steak and kidney pie e gli steak and kidney pudding hanno il medesimo ripieno a base di manzo e rognoni, ma fino alla metà del XIX secolo si era soliti distinguere i kidney pudding dalle kidney pie. Fino agli anni settanta del secolo, la torta veniva citata quasi esclusivamente su riviste e giornali. In un volume del settimanale londinese Bell's Life in London pubblicato nel 1826, descrive una kidney pie di grandi dimensioni accanto a una finestra di una panetteria dalle parti di Smithfield. Dieci anni dopo, la medesima rivista documentò l'esistenza di una bancarella che vendeva la torta salata dalle parti di quello che oggi prende il nome di Old Vic; il venditore era solito stimolare i passanti a comprare la sua steak and kidney pie tutte le volte che lo sportello del suo forno portatile si apriva e consegnava l'alimento pronto ai suoi acquirenti.
Nel 1847 un ristorante di Liverpool vendeva una cosiddetta Rump Steak and Kidney Pie. Nel 1863 uno stabilimento di Birmingham produceva la Beef Steak and Kidney Pie. La pietanza è citata in qualche articolo di cronaca del periodo: nel 1862 ne venne lanciata una addosso a un poliziotto che si trovava a Knightsbridge, mentre, nel 1867, a Lambeth, una cliente aggredì una cameriera per averle portato una torta salata con manzo anziché con rognoni. A partire dalla metà degli anni settanta, steak pie divenne sinonimo di steak and kidney pie. L'alimento è anche citato in qualche verso poetico:
Just hand your plate and try

This steak and kidney pie, my love–

This steak and kidney pie.»
Dai il tuo piatto e prova

Questa torta di carne e rognone, amore mio

Questa torta di carne e rognone.»
(Dal Fun, 1975[10])
I've gone through a very remarkable feat;

From the twopenny tart to the kidney pie,

I've swallowed as much as I could, have I.»
Ho compiuto un'impresa davvero notevole;

Dalla torta twopenny alla torta di rene,

Ho ingerito quante più cose potevo.»
(Da The Zoo (1875), di B. C. Stephenson e Arthur Sullivan[11])
Secondo la scrittrice di cucina Jane Grigson, il primo piatto contenente sia la carne macinata che i rognoni è descritto nel ricettario del 1859 Book of Household Management, pubblicato da Isabella Beeton. Nonostante ciò, Beeton utilizzava quella combinazione per preparare dei pudding piuttosto che delle pie. Beeton imparò a preparare l'alimento grazie a un corrispondente del Sussex; secondo Grigson, fino ad allora, la steak and kidney pie era un piatto regionale sconosciuto ai cuochi di altre parti della Gran Bretagna.
Beeton affermò che la steak and kidney pie poteva diventare "molto più ricca" aggiungendovi funghi o ostriche. All'epoca, le ostriche erano comuni nel Regno Unito, ed erano più economiche rispetto ai funghi, che iniziarono ad essere coltivati soltanto allora. Durante il secolo seguente, nel 1954, Dorothy Hartley raccomandò l'uso di funghi con lamelle nere piuttosto che di ostriche, perché la lunga cottura dell'alimento indurisce la consistenza di esse.
Beeton e Hartley non specificarono il tipo di animale da cui devono provenire i reni da usare per preparare la torta. Nel 1974 Grigson consigliò di usare quelli di vitello o bue, ingredienti adottati anche da Marcus Wareing per preparare la sua versione della pietanza. Altri cuochi impiegano invece il rene di agnello o di pecora (Marguerite Patten, Nigella Lawson e John Torode), quello di bue (Mary Berry, Delia Smith e Hugh Fearnley-Whittingstall), quello di vitello (Gordon Ramsay), quelli di maiale o agnello (Jamie Oliver), e quelli di bue, agnello o vitello (Gary Rhodes).

## Descrizione

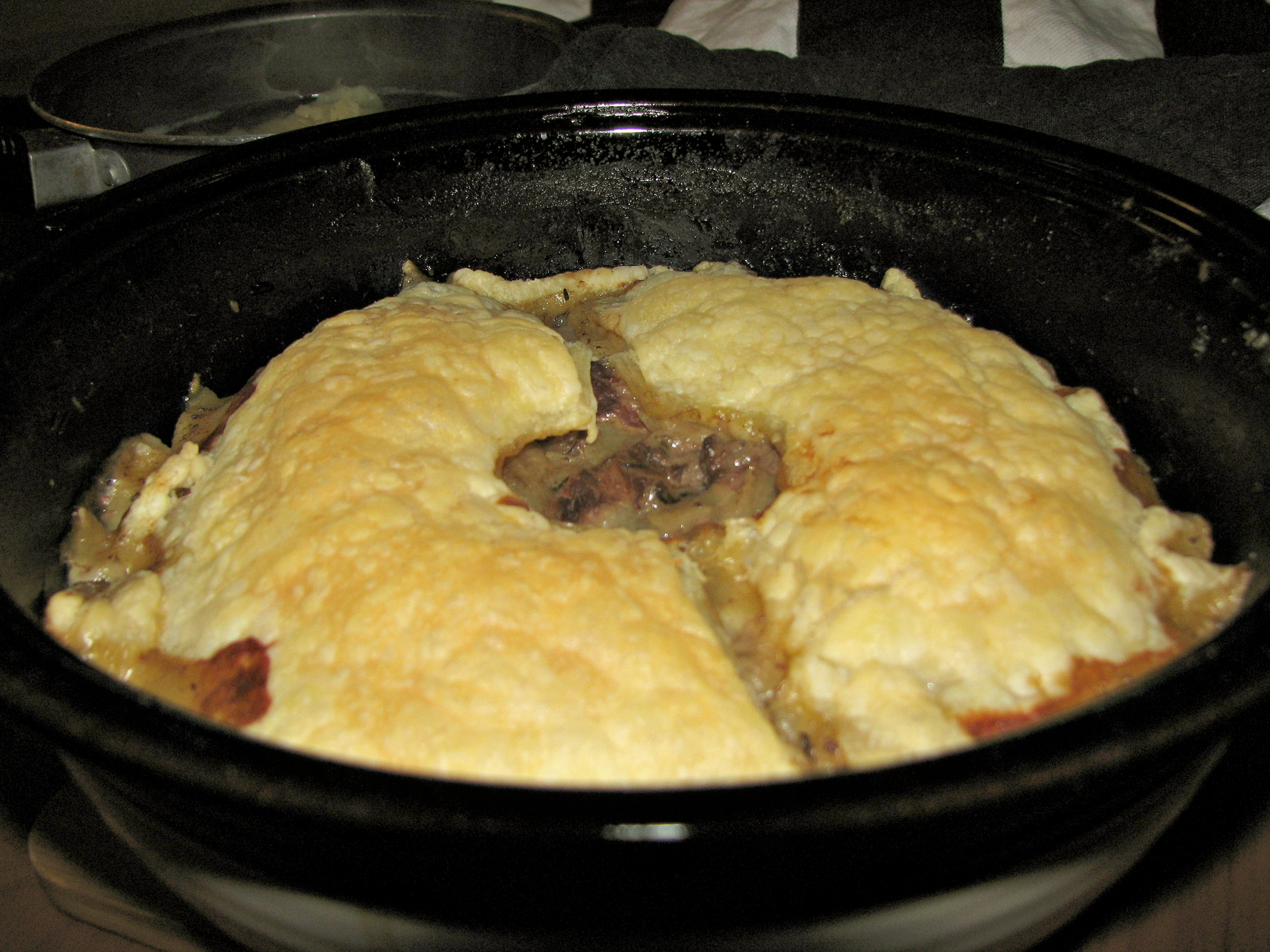
Steak and kidney pie circolare

Le steak and kidney pie britanniche sono rivestite da uno o più strati di pasta frolla o pasta sfoglia e differiscono tra loro per consistenza, aspetto e ingredienti usati. Per evitare che la crosta superiore sprofondi nella miscela di carne durante la cottura, viene inserito un piccolo camino che fa fuoriuscire il vapore dall'interno dell'alimento (pie bird). A volte il ripieno viene inserito crudo nello stampo della torta prima della cottura, altre volte viene invece cucinato prima che la torta venga infornata. Gli ingredienti comunemente usati per prepararli includono, oltre alla carne e i rognoni, le carote, le cipolle, il brodo di manzo, il vino rosso e la stout.

## Varianti
Esistono diverse varianti della steak and kidney pie. Nella West Country vi viene aggiunta la panna attraverso un foro. La Ormidale pie delle Highlands scozzesi è aromatizzata con un cucchiaino rispettivamente di salsa Worcestershire, aceto e salsa di pomodoro. Nell'East Yorkshire le patate affettate rimpiazzano i reni. Tale piatto prende il nome di meat and pot pie. Nelle Midlands inglesi, nell'Inghilterra settentrionale e in Scozia si aggiungono spesso ostriche, funghi o entrambi; nel territorio scozzese questa variante è nota come Musselburgh pie.

## Nella cultura di massa
Il nome dell'alimento è stato più volte alterato ironicamente in Kate and Sidney pie, snake and kiddy pie, e snake and pygmy pie. Il romanzo umoristico di Wodehouse Teniamo duro, Jeeves (1963) si focalizza in buona parte su una steak and kidney pie destinata a un uomo al quale la fidanzata ha imposto una dieta vegetariana.